# Northern Ireland Tourist Board
 (décembre 2016).
Le Northern Ireland Tourist Board est l'agence de tourisme d'Irlande du Nord, une nation constitutive du Royaume-Uni occupant le nord-est de l'île d'Irlande. Elle collabore avec Fáilte Ireland, organisme touristique de l'État d'Irlande et Tourism Ireland, l'organisation touristique commune à toute l'île d'Irlande.